# 新场耶稣堂
新场耶稣堂是一座基督教堂，位于中国上海市浦东新区新场镇向阳路37号。
新场耶稣堂由监理会差会开辟于1901年（光绪二十七年），租用民宅布道，陆子庄任牧师，传教士步惠廉（William Burke，1864－1947）不定期从松江前来传道。并开设志新女学堂。1948年顾保璋任牧师，任职达50年。由于信徒增加，1951年建成新堂。文化大革命中，教堂被关闭占用。1982年复堂，主日礼拜约400人。
2002年5月29日，新场耶稣堂公布为浦东新区文物保护单位。